# Jan Vering
Jan Vering (Münster, 6 mai 1954 - Wilnsdorf, 1er janvier 2021,) est un chanteur, homme de presse et de théâtre allemand.